# 宇宙における地球の位置
宇宙における地球の位置（うちゅうにおけるちきゅうのいち）に関する人類の知識は、ガリレオ・ガリレイから現在までの400年におよぶ望遠鏡による天体観測によって発展してきた。それ以前は、地球は宇宙の中心であり、宇宙は肉眼で見える太陽と月と惑星と天球に固定された恒星とで構成されているとされていた（太陽と月を惑星とするか否かも統一されてはいなかった）。17世紀に地動説が広く受け入れられ、私達の地球が太陽系の惑星とされた後、ウィリアム・ハーシェル達による観察は、太陽が円盤状の銀河の中にあることを明らかにした。20世紀にはエドウィン・ハッブルの渦巻銀河の観測などにより、私達の銀河が膨張する宇宙の中にあり、銀河団と超銀河団に属する億単位の同類のひとつであることが明らかになった。
21世紀現在、我々が知っている、より明確になってきた宇宙の姿は、超銀河団で出来ている銀河フィラメントと、超空洞の広大な蜘蛛の巣状の構造である。超銀河団、銀河フィラメントや超空洞はおそらく、宇宙に存在する最大のまとまった構造体である。1,000メガパーセク[e]以上のスケールにおいて宇宙全ての地域は、平均して同様の密度、構成と構造である。宇宙には“中央”や“縁”が無いとされているので、宇宙の中の地球の位置を描く際の別格の基準点は無い。私達の観測結果は地球からの距離を測定するので、地球は観測可能な宇宙（宇宙の地平線）の中心になる。様々な規模で存在する明確な構造体らに対して、地球の位置から参照可能である。宇宙の大きさが無限であるかは未だ不明であり、我々の宇宙は巨大な (無限の大きさかもしれない) 多元宇宙の中に含まれているかもしれないという説もある。
| 対象 | 直径                              | 注釈 | 出典                          |
| --- | --------------------------------- | --- | ----------------------------- |
| 地球 | 12,756.2km （赤道面）             | 人類の現在の住居。測定は、地球の固体部分だけを含む。地球の大気（大気圏）と宇宙空間を隔てる国際条約等は存在しない。ジオコロナ、水素原子の層は100,000km上空で観測されている。国際航空連盟はカーマン・ライン（宇宙との境界線）を海抜高度100kmに定めている。 | [ 4 ] [ 5 ] [ 6 ] [ 7 ] [ 8 ] |
| ジオスペース (英語版) | 太陽から 陽側6.3万km 陰側630万km  | 地球磁気圏に支配された空間。 | [ 9 ] [ 10 ]                  |
| 月の軌道 | 77万km                            | 地球の周りを公転する月の軌道の直径の平均。 | [ 11 ]                        |
| 地球の公転軌道 (英語版) | 3億km (2au) [a]                   | 太陽の周りを公転する地球の軌道の直径の平均。 内側に太陽、水星、金星を含む。 | [ 12 ]                        |
| 内部太陽系 (英語版) | 6au                               | 内側に太陽、en:inner planets (水星、金星、地球、火星) そして小惑星帯を含む。 | [ 13 ]                        |
| 外部太陽系 (英語版) | 60au                              | 内部太陽系を内包し更に en:outer planets (木星、土星、天王星、海王星)を含む。 | [ 14 ]                        |
| エッジワース・カイパーベルト | 96au                              | 外部太陽系を取り囲む氷の天体がちらばるベルト状の領域。エッジワース・カイパーベルト天体には冥王星、ハウメア、マケマケなどが含まれている。 | [ 15 ]                        |
| 太陽圏 | 160au                             | 太陽風と惑星間物質の届く範囲。 | [ 16 ] [ 17 ]                 |
| 散乱円盤 (英語版) | 200au                             | エッジワース・カイパーベルトを囲んでいる、氷の天体がまばらに散らばっている領域。散乱円盤天体にはエリス (準惑星)などが含まれている。 | [ 18 ]                        |
| オールトの雲[b] | 100,000〜200,000au (2〜4 光年)[c] | 兆単位の天体(彗星及び小惑星等)が球殻状に拡がっていると推測されている領域。 | [ 19 ]                        |
| 太陽系 | 4光年                             | 太陽と上に記された諸々とで構成された惑星系。太陽の重力が取り囲んでいる天体に影響を与えている領域。 | [ 20 ]                        |
| 局所恒星間雲 | 30光年                            | 太陽と幾つかの恒星が現在通過している星間雲。[d] | [ 21 ]                        |
| 局所泡 | 210〜815光年                      | 太陽と幾つかの恒星が現在通過している“星間物質に開いた空洞”。[d]過去の超新星に起因する。 | [ 22 ] [ 23 ]                 |
| グールド・ベルト | 3,000光年                         | 太陽が現在通過している“若い恒星で出来た輪”。[d] | [ 24 ]                        |
| オリオン腕 | 10,000光年                        | 太陽が現在通過している銀河系の渦状腕。[d] | [ 25 ]                        |
| 太陽系の公転軌道 | 56,000光年                        | 銀河核の周りを公転する太陽系の軌道の直径の平均。太陽系が軌道を1周するのにかかる時間は2億2500万年から2億5000万年と推定されている。 | [ 26 ] [ 27 ]                 |
| 銀河系 | 10万光年                          | 2千億から4千億の恒星と星間物質で構成されている、私達の住む銀河。 | [ 28 ] [ 29 ]                 |
| 銀河系の伴銀河 | 0.84Mpc[e]                        | 銀河系と重力で縛られている伴銀河達、例えばいて座矮小楕円銀河、こぐま座矮小銀河、おおいぬ座矮小銀河などである。銀河系の伴銀河の中で最も公転軌道の長い銀河はしし座Tとされている。 | [ 30 ]                        |
| 局所銀河群 | 3Mpc                              | 少なくとも47の銀河を持つ銀河群。最も大きいアンドロメダ銀河、銀河系、さんかく座銀河が顕著な存在であり、残りは小さな矮小銀河である。 | [ 31 ]                        |
| ローカルシート | 7Mpc                              | 局所銀河群を含む銀河のグループは、おとめ座銀河団に向かって同じ相対的な速度で移動しローカル・ボイドから離れている。 | [ 32 ] [ 33 ]                 |
| おとめ座超銀河団 | 33Mpc                             | 私達の局所銀河群を内包する超銀河団。およそ100の銀河群と銀河団を含んでいる。 | [ 34 ] [ 35 ]                 |
| ラニアケア超銀河団 | 160Mpc                            | ラニアケア超銀河団は局部銀河団を内包するおとめ座超銀河団とつながっている。この銀河団にはおおよそ300から500ほどの銀河群が含まれており、中心にはうみへび座・ケンタウルス座超銀河団のグレート・アトラクターがある。 | [ 36 ] [ 37 ] [ 38 ] [ 39 ]   |
| うお座・くじら座超銀河団Complex | 300Mpc                            | おとめ座超銀河団を内包する長さ約10億光年幅約1.5億光年の銀河フィラメント。 | [ 40 ]                        |
| 観測可能な宇宙 | 28,000Mpc                         | 宇宙の大規模構造とは一千億を超える銀河で構成された何百万もの超銀河団、銀河フィラメント、そして超空洞によって創造された、泡状の上部構造である。 | [ 41 ] [ 42 ] [ 43 ]          |
| 宇宙 | 最低でも28,000Mpc                 | 観測可能な宇宙の向こう側にさらに地球に光が届かない観測不可能な領域がある。光は最も早い情報媒体なので、その空間の知識は入手できない。しかし異なる自然法則を仮定する理由が無いので、宇宙は同じ泡状の上部構造に、より多くの銀河を入れているのだろう。 | [ 44 ]                        |
| 彼方の向こう側 | 不明                              | あらゆる可能性が考えられていて、人類で統一された見解はない。科学的な推論によって可能性の絞り込みまでは行えても、実際にそこに何が有るかを観測によって検証することはできない。多元宇宙が存在するかも知れないし、我々とは比較にならないほど高度な文明を持つ宇宙外の知的生命が、我々の宇宙についてのシミュレーションを行っているかもしれない。宇宙空間が閉じていて循環しているだけかもしれないし、そもそも何もないかもしれない。 |                               |

宇宙における私達の位置の図(上から地球、太陽系、太陽の隣人たち、銀河系、局所銀河群、おとめ座超銀河団、近隣の超銀河団、観測可能な宇宙

| a auとは天文単位(astronomical unit)を意味する長さの単位、原意は「地球と太陽の距離」。1auは2012年8月のIAU総会で正確に149,597,870,700m(約1.5億km)と定義された。 b 現在は仮説上の存在である。 c 1光年は光が1年間に進む距離であり、9,460,730,472,580,800m (約9.46兆km,約63,241au)である。 d これ等の領域は、銀河中央を回る軌道上の現在地にただ痕跡を残しているだけである。太陽は銀河系内のどんな構造体にも、重力で縛られてはいない。 e メガパーセクは長さの単位であり、1メガパーセクは1,000,000パーセク及び約3,260,000光年と等しい距離であることを示す。1パーセク(約3.26光年)は地球から見た年周視差が角度1秒になる距離。 |                                   | |                               |